# Magnus Gustafsson
Magnus Gustafsson (Lund, 3 gennaio 1967) è un ex tennista svedese.
Divenuto professionista nel 1986, si aggiudica in carriera 14 tornei ottenendo come best ranking la decima posizione raggiunta nel 1991.
Il 1991 è sicuramente l'anno migliore per Magnus Gustafsson: dopo aver iniziato la stagione con le semifinali del torneo di Sydney, grazie al record sulla terra rossa di 41 vittorie a fronte di sole 8 sconfitte conquista i tornei di Monaco di Baviera (primo in carriera), Bastad e Hilversum e raggiunge le finali del prestigioso Master Series di Amburgo (sconfitto da Karel Nováček in 5 set), Kitzbuhel e Praga. A Monte Carlo viene invece fermato nei quarti dal futuro vincitore del torneo Sergi Bruguera. In virtù di questi risultati il 29 luglio entra nella top ten divenendo il decimo giocatore della classifica Atp.
Ottimi risultati vengono poi raggiunti dal tennista svedese nel 1996: alle vittorie nei tornei di San Pietroburgo e (per la terza volta) di Bastad si vanno ad aggiungere gli ottavi di finale raggiunti a Wimbledon (dove supera gli specialisti Todd Woodbridge e Wayne Ferreira) e una campagna autunnale che lo porta a conquistare i quarti nel Master Series di Stoccarda e le semifinali nell'altrettanto importante torneo di Paris Bercy, dove prima di cedere contro il connazionale Thomas Enqvist sconfigge Andre Agassi, Wayne Ferreira e Marc Rosset.
Si ritira dalle competizioni nel 2001.

## Singolare

### Vittorie (14)
| Legenda                     |
| Grand Slam (0)              |
| Tennis Masters Cup (0)      |
| ATP Masters Series (0)      |
| ATP Championship Series (2) |
| ATP Tour (12)               |

| Nº  | Data            | Torneo                               | Superficie  | Avversario della finale | Risultato                  |
| --- | --------------- | ------------------------------------ | ----------- | ----------------------- | -------------------------- |
| 1.  | 6 maggio 1991   | BMW Open, Monaco di Baviera          | Terra rossa | Guillermo Pérez Roldán  | 3–6, 6–3, 4–3 rit.         |
| 2.  | 15 luglio 1991  | Swedish Open, Båstad (1)             | Terra rossa | Alberto Mancini         | 6–1, 6–2                   |
| 3.  | 29 luglio 1991  | Dutch Open, Hilversum                | Terra rossa | Jordi Arrese            | 5–7, 7–6(2), 2–6, 6–1, 6–0 |
| 4.  | 13 luglio 1992  | Swedish Open, Båstad (2)             | Terra rossa | Tomás Carbonell         | 5–7, 7–5, 6–4              |
| 5.  | 26 luglio 1993  | Mercedes Cup, Stoccarda              | Terra rossa | Michael Stich           | 6–3, 6–4, 3–6, 4–6, 6–4    |
| 6.  | 17 gennaio 1994 | Heineken Open, Auckland              | Cemento     | Patrick McEnroe         | 6–4, 6–0                   |
| 7.  | 7 febbraio 1994 | Dubai Tennis Championships, Dubai    | Cemento     | Sergi Bruguera          | 6–4, 6–2                   |
| 8.  | 1º aprile 1996  | St. Petersburg Open, San Pietroburgo | Sintetico   | Evgenij Kafel'nikov     | 6–2, 7–6(4)                |
| 9.  | 15 luglio 1996  | Swedish Open, Båstad (3)             | Terra rossa | Andrij Medvedjev        | 6–1, 6–3                   |
| 10. | 13 ottobre 1997 | ATP Singapore, Singapore             | Sintetico   | Nicolas Kiefer          | 4–6, 6–3, 6–3              |
| 11. | 16 marzo 1998   | Copenaghen Open, Copenaghen (1)      | Sintetico   | David Prinosil          | 3–6, 6–1, 6–1              |
| 12. | 13 luglio 1998  | Swedish Open, Båstad (4)             | Terra rossa | Andrij Medvedjev        | 6–2, 6–3                   |
| 13. | 8 marzo 1999    | Copenaghen Open, Copenaghen (2)      | Sintetico   | Fabrice Santoro         | 6–4, 6–1                   |
| 14. | 24 luglio 2000  | Dutch Open, Amersfoort               | Terra rossa | Raemon Sluiter          | 6(4)–7, 6–3, 7–6(5), 6–1   |

### Finali perse (12)
| Legenda                     |
| Grande Slam (0)             |
| Tennis Masters Cup (0)      |
| ATP Masters Series (1)      |
| ATP Championship Series (1) |
| ATP World Series (10)       |

## Doppio

### Vittorie (1)
- 1998: Båstad (con Magnus Larsson)